# Ekholmen, Nynäshamns kommun

Ekholmen är en ö i Ösmo socken i Nynäshamns kommun. Den ligger i Fållviken drygt 2 kilometer väster om Malhuvuds nordspets och 800 meter öster om Gärdsholmen. Ön har en yta på 1 hektar.
Ekholmen håller på att växa ihop med fastlandet och vid lågt och normalt vattenstånd har ön fastlandskontakt. Sundet mellan Ekholmen och fastlandet räknas också på vissa kartor som våtmark. Ön hette tidigare Diursholmen och lydde under Djursnäs. 1935 avstyckades ön och bebyggdes då med en fritidsfastighet. Vid denna tid förekommer även namnet Smedsholmen på ön. Sedan 2004 har Ekholmen permanentboende.